# 포르투갈의 자프나 왕국 정복
포르투갈의 자프나 왕국 정복은 1505년 포르투갈 상인이 스리랑카 서남부 코테 왕국에 도착하면서 시작되었다. 칸킬리 1세 등 자프나 왕국의 군주들은 당초 포르투갈이 거주민을 로마 가톨릭으로 개종시키는 것을 저지하려고 시도하였지만, 최종적으로는 평화 협정을 맺었다.
1591년 에티리만나 신캄이 포르투갈의 추대로 자프나 왕국의 국왕으로 즉위하였다. 신캄은 허수아비 왕이었지만, 포르투갈 선교단을 막으려고 시도하였고, 캔디 왕국이 남인도에서 군사 지원을 받을 수 있게끔 도왔다. 이후 왕위를 찬탈한 칸킬리 2세는 포르투갈의 지배에 저항하였으나, 결국 1619년 붙잡혀 처형되었다. 이후 펼쳐진 포르투갈의 지배기에는 인구 다수가 로마 가톨릭으로 개종하였으며, 과도한 세금 부과로 인구가 감소하였고, 자프나 왕국의 구 중심지에서 대규모 인구 유출이 발생하였다.

## 최초 접촉
1505년 스리랑카에 포르투갈 상인이 처음 도착하였을 때는 서남부 해안에 있던 코테 왕국과 교역하였는데, 포르투갈과 함께 향신료를 독점함으로서 많은 이익을 얻었다. 콜롬보에 있던 포르투갈 공직자들은 로마 가톨릭 선교 활동, 자프나 왕국 내 반니마이 지역의 전략적 중요성, 자프나 왕국의 코테 왕국 내 반포르투갈 세력 지원 등 여러 이유를 들어 자프나 왕국에 주의를 기울이고 있었다. 16세기 후반, 캔디 왕국과 코테 왕국 내 포르투갈의 영향력이 더욱 강화되었으며, 반니마이 지역 일부를 영향권에 두었다. 자프나 왕국은 스리랑카 중앙 고원에 위치해 항구가 없던 캔디 왕국에 물자를 공급하는 역할을 하고 있었는데, 포르투갈이 동부의 트링코말리와 바티칼로아 항구를 장악했지만 남인도에 군사 작전을 펼치기 위해서는 자프나가 더 전략적으로 용이하였으며, 포르투갈은 자프나가 네덜란드에 넘어갈 경우 네덜란드의 상륙 거점으로 활용될 수도 있다는 점을 염려하고 있었다. 자프나 왕국의 왕이었던 칸킬리 1세는 포르투갈과의 접촉을 거부하였으며, 인도에서 만나르섬으로 넘어온 가톨릭교도 600~700명 가령을 학살하였다.

## 종속국화
콘스탄티누 드 브라간사가 이끈 1560년 1차 침공에서는, 비록 만나르섬을 점령하긴 하였지만, 자프나 왕국을 점령하는 데는 실패하였다. 당시 상황이 정확히 남아있진 않지만, 1582년 자프나 왕은 포르투갈에 코끼리 10마리(또는 코끼리 10마리에 해당하는 돈)를 조공으로 바쳤다. 1591년 안드레 푸르타두 드 멘돈사가 이끈 2차 침공에서는 자프나 왕국의 푸비라자 판다람 왕이 살해당했으며, 아들인 에티리만나 신캄이 왕으로 추대되었다. 이를 통해 포르투갈은 가톨릭 자유 선교와 코끼리 수출 독점을 얻어냈지만, 왕은 이에 최대한 저항하였다. 신캄 왕은 1593년부커 1635년까지 캔디 왕국을 도와, 포르투갈을 몰아내기 위해 남인도 지역에서 도움을 요청하려고 시도하였다. 이럼에도 불구하고, 신캄 왕의 재위 기간에는 포르투갈과 큰 충돌 없이 자치권을 유지할 수 있었다.

## 멸망
1617년 에티리만나 신캄 왕이 죽은 후, 칸킬리 2세는 신캄 왕이 세운 섭정을 살해하고 왕위에 즉위했다. 칸킬리 2세는 포르투갈의 즉위 인정을 잗을 수 없자, 탄자부르 나야크 왕국과 카라이야르에게거 군사적 지원을 받고자 시도하는 과정에서 네든티부섬의 기지를 사용할 수 있게끔 했는데, 이로 인해 포크 해협을 지나는 포르투갈 상선에게 위협이 가게 되었다. 포르투갈은 1620년부커 1621년까지 자프나 왕국의 왕위에 다른 왕자를 앉히려는 반란 여섯 번을 일으켰다. 처음에는 카라이야르가 포르투갈에 대항해 반란을 일으켰지만, 필리프 드 올리베이라가 탄자부르 나야크 왕국군의 도움을 받아 자프나 왕국의 수도인 날루르 근처에서 카라이야르와 자프나 왕국군을 격퇴하였다.
1619년 6월, 포르투갈은 수륙 양용으로 침공을 개시했다. 해군이 주도한 상륙 직전은 바루나쿨라탄이 격퇴하였지만, 필리프 드 올리베이라가 주도한 군사 5천 명이 칸킬리 2세에 대해 승리를 거두었다. 칸킬리 2세와 왕족 모두는 고아로 압송된 후, 칸칼리 2세는 처형되었으며, 다른 왕족들은 수도승이나 수녀가 될 것을 요구받아, 독신으로 사망함으로서 왕위에 오를 가능성이 있는 사람을 없앴다.
포르투갈의 왕족 제거 시도에도 불구하고, 스리랑카 타밀족 일부는 자신들이 자프나 왕족의 후손임을 주장하고 있다.

## 포르투갈과 캔디 왕국

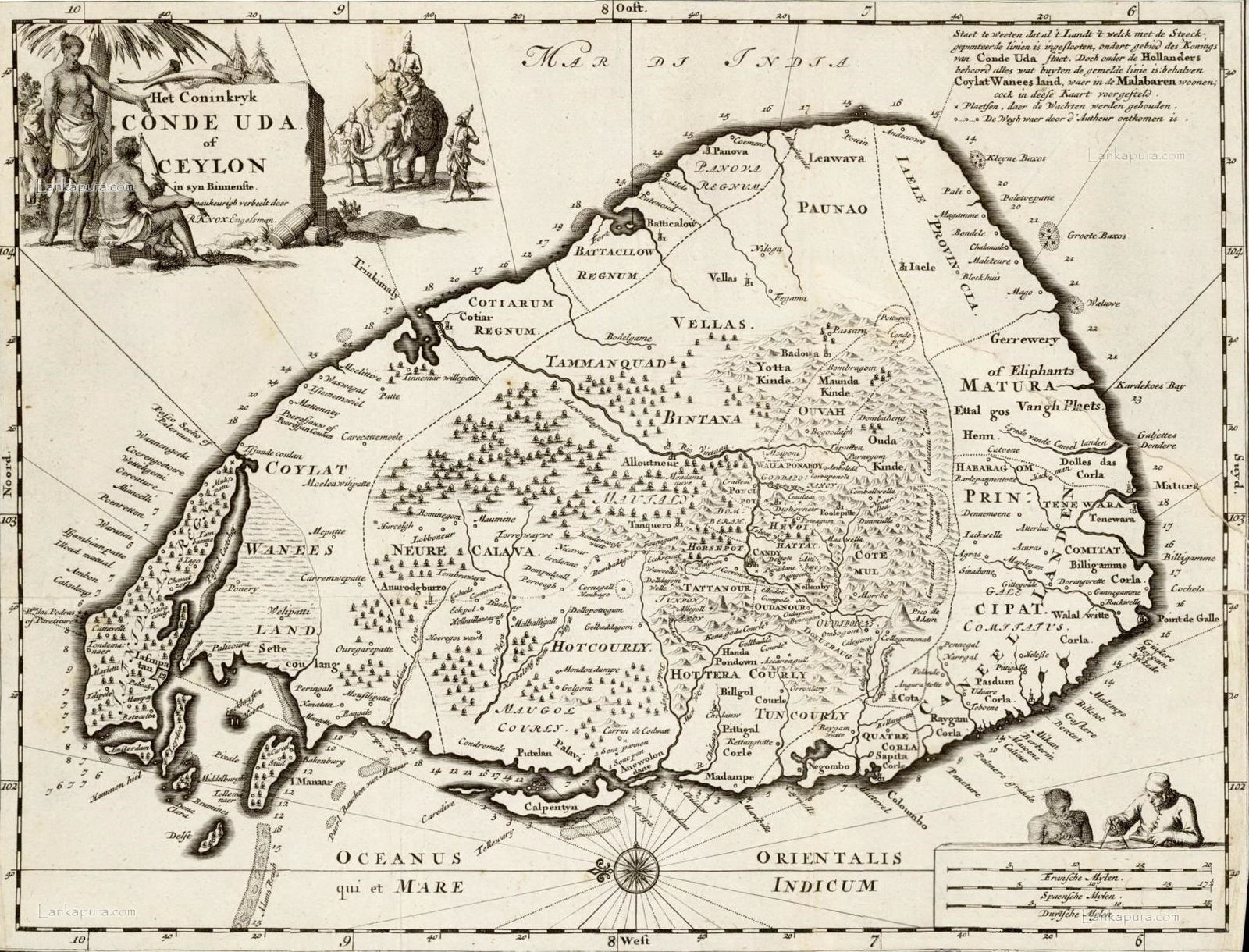
1681년 로버트 녹스가 그린 지도를, 1692년 판화로 옮긴 것.

17세기 스리랑카를 여행한 필리퓌스 발다우스가 1672년 암스테르담에서 출판한 '실론섬의 설명'에 따르면, 자프나 왕국은 자프나 반도, 자프나 주위의 섬, 만나르섬으로 이루어져 있었다.
포르투갈 출신 역사가 케이로스는 자프나 왕국이 스스로의 한계를 대하는 모습에 대해 다음과 같은 글을 남겼다.
"이 평범한 왕국은 자프나파트남에만 한정되지 않고, 자프나 주변 땅과, 예전 군주의 이름이라고 전해지는 반니 지역도 포함하고 있다. 이 왕국은 소금강으로 분리되어 있으며, 반도를 이루는 발리가모, 베다마라체, 파찰라팔리 땅과 바깥의 반니 사이는 혹독한 파찰라팔리 지협으로만 연결되어 있다. 왕국의 흔적은 지도에 따르면 만나르부터 트리퀼레멜레까지, 반나 지역 중앙의 파라갈리강에서주터 트리퀼레멜레까지 십자형으로 뻗어 있는 것으로 보인다.

이 글을 통해, 자프나 왕국은 현재의 북부주와 동부주의 북쪽 절반까지 영향력이 닿았으며, 포르투갈의 영토 주장이 이에 근거함을 알 수 있다.
당시 코끼리 지협 이남 지역은 캔디 왕국의 세네라트 왕이 지배하고 있었으며, 자프나에 주둔하는 포르투갈군과 자주 충돌을 빚었다. 두 아들 비자야팔라와 쿠마라싱헤도 자프나 공주와 결혼하였다. 자프나 왕국이 멸망한 직후 세네라트 왕은 군사 1만 명을 자프나에 파견하였으며, 포르투갈이 철수하면서 임시로 자프나를 점령하였다. 이후 포르투갈 장군 콘스탄티누 드 사 드 노로냐가 콜롬보에서 지원을 얻어 자프나를 공격하여 점령하였다. 포르투갈과 네덜란드에 남아 있는 기록에는, 자프나에서의 마지막 전투는 캔디 왕국과의 전투로 되어 있으며, 이 이후에는 자프나가 계속 유럽 열강의 지배를 받았다.

## 이후
1619년부터 네덜란드가 자프나 요새를 점령하는 1658년까지, 포르투갈에 대항한 봉기가 세 번 있었다. 이 기간 동안 포르투갈은 자프나에 있는 모든 힌두교 사원과 날루르에 있던 사라스와티마할 왕립 도서관을 파괴하였다. 과도한 세금 부과로 인해, 인구 수 자체가 감소하였으며, 남은 사람들도 인도의 라마나타푸람이나 스리랑카 남부의 반니 지역으로 이주하였다. 자프나의 주요 수출품이던 코끼리 또한 리스본으로 강제 수출되었으며, 이로 인해 인도로의 수출이 감소하여 필수 품목조차 수입하지 못하는 상황이 벌어졌다. 페르낭 드 케이로스는 스리랑카 내 포르투갈의 식민 지배에 대해 서술하며, 자프나 거주민들이 포르투갈 지배 기간에 '최악의 빈곤 상태까지 쇠락'했다고 적었다.